# Ricardo Gomyde
Ricardo Crachineski Gomyde (Ibaiti, 22 de maio de 1970), mais conhecido como Ricardo Gomyde é um político brasileiro filiado ao Movimento Democrático Brasileiro.Pelo Paraná, foi Deputado Federal e Secretário Estadual de Esportes. No governo federal foi assessor especial do Ministério dos Esportes. Também, foi Secretário Municipal de Relações Internacionais da cidade de São Paulo.
É filho de Gilberto Barreto Gomyde e Neusa Maria Crachineski.

## Vida pública
Gomyde começou na vida política através do movimento estudantil. Em 1992, ao lado do hoje advogado Luiz Fernando Pereira (filho do ex-governador do Paraná Mario Pereira), a ocupação do campus da Pontifícia Universidade Católica (PUC) em Curitiba, contra o reajuste das mensalidades e pelo direito dos estudantes inadimplentes frequentarem às aulas. Neste mesmo ano, foi eleito para presidir a União Nacional dos Estudantes (UNE). No movimento estudantil, teve participação ativa nos protestos contra o governo do ex-presidente Fernando Collor de Mello. 
Ainda em 1993, filiou-se ao Partido Comunista do Brasil (PCdoB). Passou a integrar o diretório estadual do seu partido no Paraná e, em outubro de 1994, se elegeu deputado federal com 35.350 votos, tendo sido votado principalmente em Curitiba e na Região Metropolitana. Foi o único deputado federal do PCdoB do Paraná, eleito nas eleições gerais de 1994, oriundo do movimento estudantil UNE e DCE da PUC-PR.  Na Câmara de Deputados atuou na Comissão de Educação, Cultura e Desportos como titular e também foi vice-presidente da Comissão. Ainda atuou nas comissões de Defesa do Consumidor, Meio Ambiente e Relações Exteriores. 
Nas eleições de 1996 foi candidato a vice na chapa com Vanhoni nas eleições para prefeito de Curitiba. A chapa fez 83.052 votos. Tentou se reeleger no cargo de deputado federal em 1998, mas não obteve êxito, permanecendo como 2º suplente de sua coligação. Em 2000, disputou a eleição para a Câmara Municipal de Curitiba e ficou na suplência. Gomyde substituiu Natálio Stica (PT), que elegeu-se deputado estadual em 2002 entre dezembro de 2002 e fevereiro de 2003, quando o o governador eleito Roberto Requião convidou Gomyde para presidir a Paraná Esporte. Ele ocupou o cargo de 2003 a 2006 e no segundo mandato de Requião, Gomyde foi reconduzido em 2007 e dirigiu a entidade até 2009. Em 2004 recebeu o Título de Cidadão Honorário de Ibaiti, sua cidade natal.
Tentou disputar um novo mandato de deputado federal nas eleições de 2006, mas não foi eleito.E em 2008, ainda pelo PCdoB, Gomyde foi o candidato do partido na eleição para a Prefeitura de Curitiba. Foi o quinto colocado com 7.187 votos. Em 2009, foi convidado pelo então presidente Lula e o ministro dos Esportes Orlando Silva para ocupar a diretoria da pasta com o objetivo de auxiliar no planejamento da Copa do Mundo de 2014. Tentou disputar novamente o cargo de deputado federal nas eleições de 2010, mas não conseguiu se eleger. Em abril de 2014 foi exonerado, a pedido, do cargo de Diretor do Departamento de Futebol Profissional da Secretaria Nacional de Futebol e Defesa dos Direitos do Torcedor.
Na eleição para o Senado em 2014, quando estava em disputa uma vaga, ficou em segundo lugar com 666.438 votos (12,51% dos votos válidos). Em 2015, com o apoio dos clubes de Curitiba (Coritiba, Athletico, Paraná Clube e J. Malucelli), disputou a presidência da Federação Paranaense de Futebol. Mas o presidente da entidade conseguiu se reeleger com o apoio das pequenas ligas. Em abril de 2016 foi nomeado Secretário Nacional de Futebol e Defesa dos Direitos do Torcedor, no Ministério do Esporte. Ele já havia antes ocupado o cargo de Diretor de Futebol do Ministério do Esporte. 
Em 2017, Gomyde deixou o PCdoB e filou-se ao Partido Socialista Brasileiro (PSB), no qual permaneceu até 2022. Em 2022 filiou-se ao Partido Democrático Trabalhista e foi escolhido para disputar as eleições para o Governo do Estado do Paraná.  Obteve 126 mil votos, ficando na terceira colocação, atrás de Ratinho Júnior e Roberto Requião.
Em abril de 2024, se desfiliou do Partido Democrático Trabalhista para se juntar aos quadros do Movimento Democrático Brasileiro. Foi nomeado pelo prefeito de São Paulo, Ricardo Nunes, como Secretário de Relações Internacionais em julho de 2024, sucedendo assim Aldo Rebelo.

## Desempenho eleitoral
| Ano  | Eleição               | Coligação                                             | Partido              | Candidato a                                | Votos            | Resultado                |
| ---- | --------------------- | ----------------------------------------------------- | -------------------- | ------------------------------------------ | ---------------- | ------------------------ |
| 1994 | Estadual no Paraná    | sem informações                                       | PCdoB                | Deputado federal                           | 35.350 (1,26%)   | Eleito                   |
| 1996 | Municipal de Curitiba | Frente Curitiba Popular (PT, PCB, PCdoB e PV)         | PCdoB                | Vice-prefeito Titular: Angelo Vanhoni (PT) | 83.052 (10,95%)  | Não eleito (3º lugar)    |
| 1998 | Estadual no Paraná    | PT, PCB e PCdoB                                       | PCdoB                | Deputado federal                           | 28.955 (0,73%)   | Não eleito (2º suplente) |
| 2000 | Municipal de Curitiba | PCB, PCdoB, PMN e PT                                  | PCdoB                | Vereador                                   | 4.100 (0,48%)    | Não eleito (1º suplente) |
| 2006 | Estadual no Paraná    | não havia                                             | Paraná Unido (PCdoB) | Deputado federal                           | 62.019 (1,16%)   | Não eleito               |
| 2008 | Municipal de Curitiba | não havia                                             | PCdoB                | Prefeito                                   | 7.187 (0,71%)    | Não eleito (5º lugar)    |
| 2010 | Estadual no Paraná    | União pelo Paraná (PDT, PT, PMDB, PR e PCdoB)         | PCdoB                | Deputado federal                           | 44.560 (0,85%)   | Não eleito               |
| 2014 | Estadual no Paraná    | Paraná olhando pra frente (PT, PDT, PCdoB, PRB e PTN) | PCdoB                | Senador                                    | 666.438 (12,51%) | Não eleito (2ª lugar)    |
| 2022 | Estadual no Paraná    | sem coligação                                         | PDT                  | Governador                                 | 126.945 (2,08%)  | Não eleito (3º lugar)    |